# Yêu tinh (phim 1982)
Poltergeist là một bộ phim kinh dị siêu nhiên của Mỹ năm 1982 do Tobe Hooper đạo diễn và được viết bởi Steven Spielberg, Michael Grais và Mark Victor dựa trên một câu chuyện của Spielberg. Phim có sự tham gia của JoBeth Williams, Craig T. Nelson và Beatrice Straight, và được sản xuất bởi Spielberg và Frank Marshall. Phim tập trung vào một gia đình ngoại ô có ngôi nhà bị xâm nhập bởi những hồn ma độc ác bắt đi cô con gái út của họ.
Poltergeist là một thành công lớn về mặt thương mại và phê bình, trở thành bộ phim có doanh thu cao thứ tám trong năm 1982. Trong những năm kể từ khi phát hành, phim đã được công nhận là một tác phẩm kinh dị kinh điển. Nó đã được đề cử ba giải Oscar, được Hiệp hội phê bình phim Chicago vinh danh là bộ phim đáng sợ thứ 20 đã từng được thực hiện và cảnh búp bê chú hề tấn công được xếp ở vị trí thứ 80 trong 100 khoảnh khắc đáng sợ nhất trong phim của Bravo. Poltergeist cũng xuất hiện ở vị trí thứ 84 tại 100 Years...100 Thrills, danh sách những bộ phim gây thót tim nhất nước Mỹ của Viện phim Hoa Kỳ

## Diễn viên
- Craig T. Nelson vai Steven Freeling
- JoBeth Williams vau Diane Freeling
- Beatrice Straight vai Dr. Martha Lesh
- Dominique Dunne vai Dana Freeling
- Oliver Robins vai Robbie Freeling
- Heather O'Rourke vai Carol Anne Freeling
- Michael McManus vai Ben Tuthill
- Virginia Kiser vai Mrs. Tuthill
- Martin Casella vai Dr. Marty Casey
- Richard Lawson vai Dr. Ryan Mitchell
- Zelda Rubinstein vai Tangina Barrons
- James Karen vai Mr. Lewis Teague
- Dirk Blocker vai Jeff Shaw
- Lou Perry vai Pugsley